# Хайнтье
Хендрик Николас Теодор Симонс (нидерл. Hendrik Nikolaas Theodoor Simons; род. 12 августа 1955), известный как Ха́йнтье или Ге́йнтье (нидерл. Heintje} и позже как Ха́йн Си́монс (нидерл. Hein Simons), — голландский певец и актёр.
В конце 1960-х годов был ребёнком-звездой, одним из самых популярных певцов во всей Европе. На момент записи своего первого хита — переведённой на немецкий песни Конни Фрэнсис «Мама» — ему было одиннадцать лет. Сингл достиг первого места в Германии, и следующий («Du Sollst Nicht Weinen», мексиканская песня «La Golodrina» с другим текстом), тоже. «Du Sollst Nicht Weinen» также стал самым продаваемым синглом в истории Швейцарии и оставался таковым долгие годы